# 迷你车

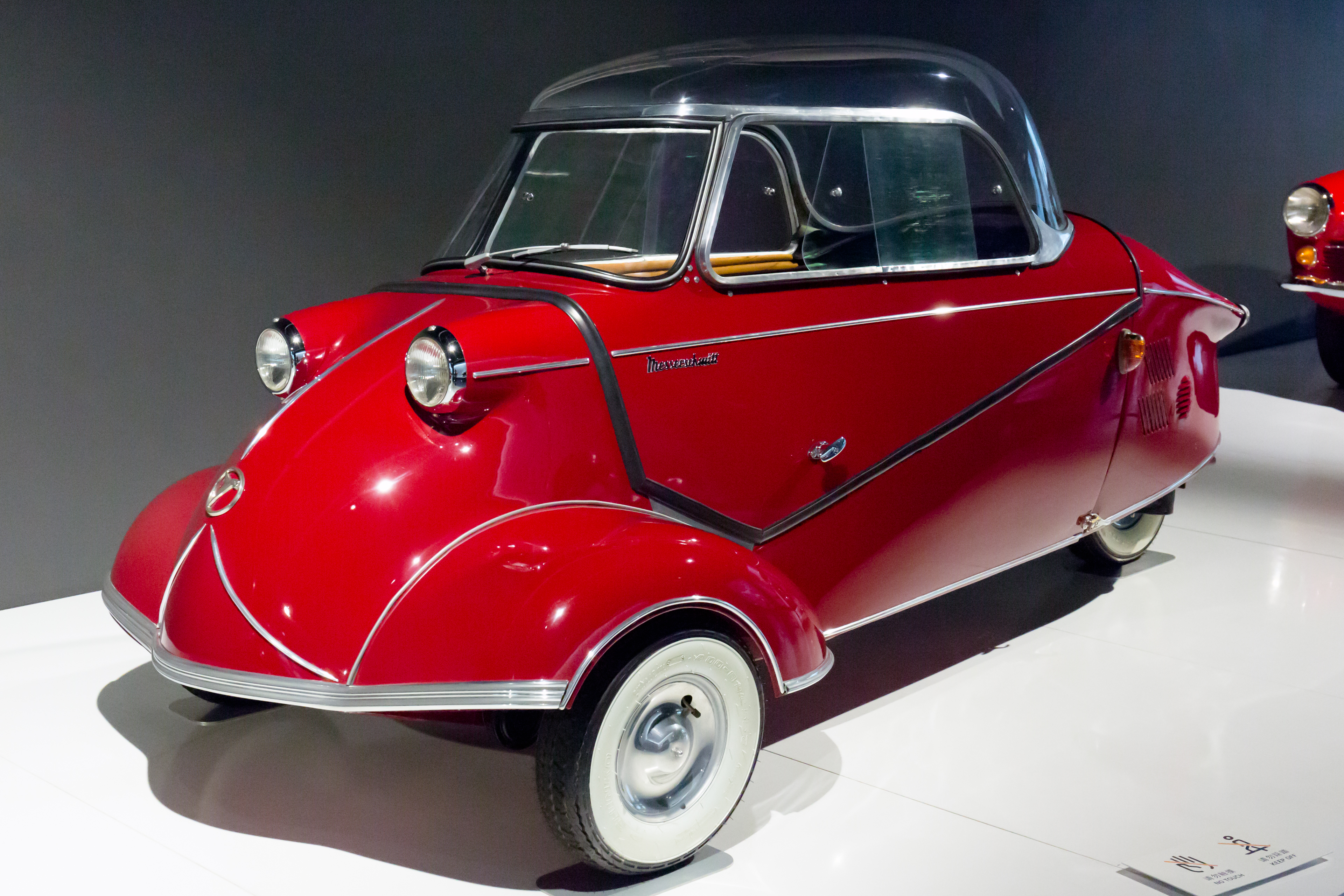
梅塞施密特KR200

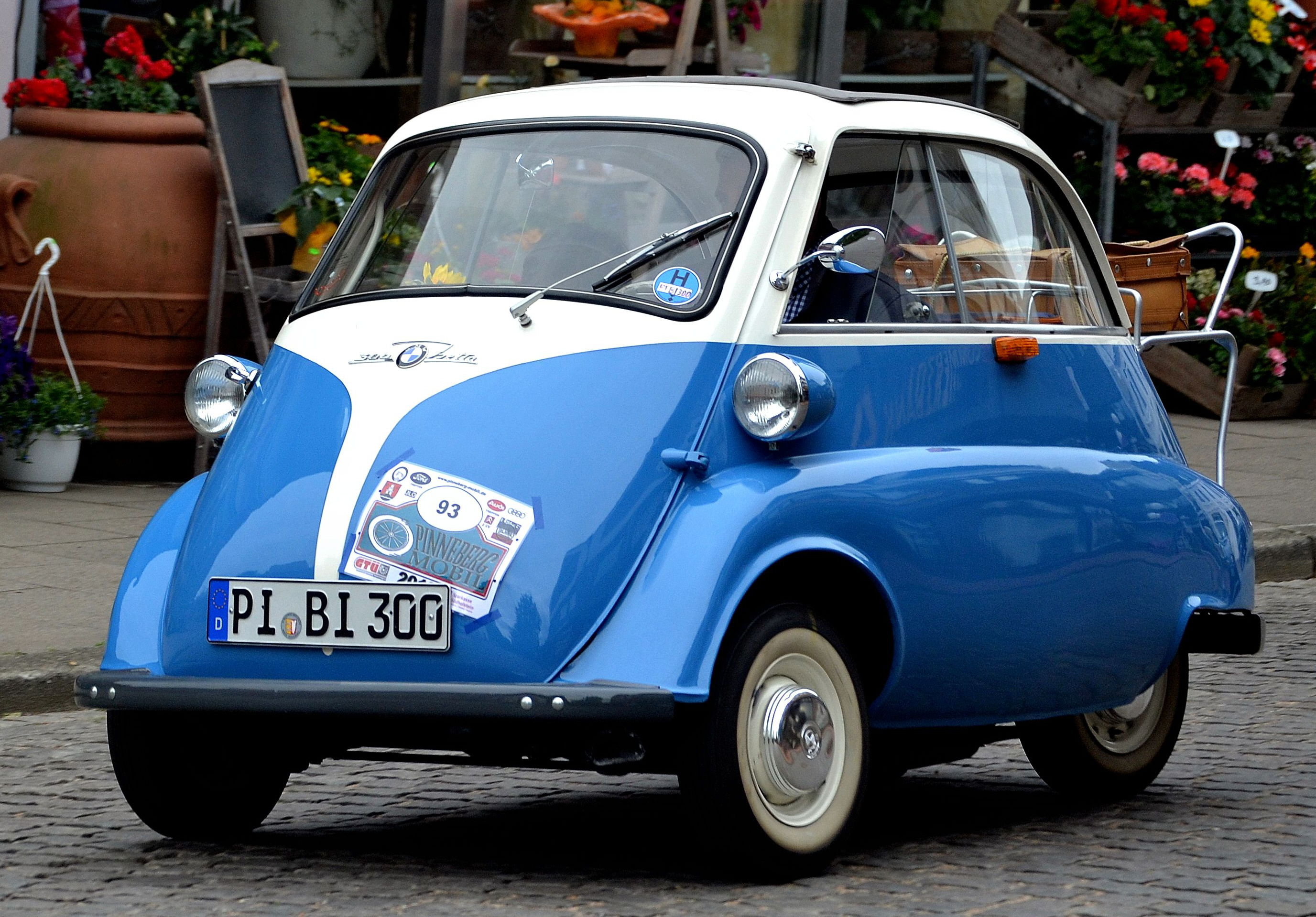
寶馬Isetta

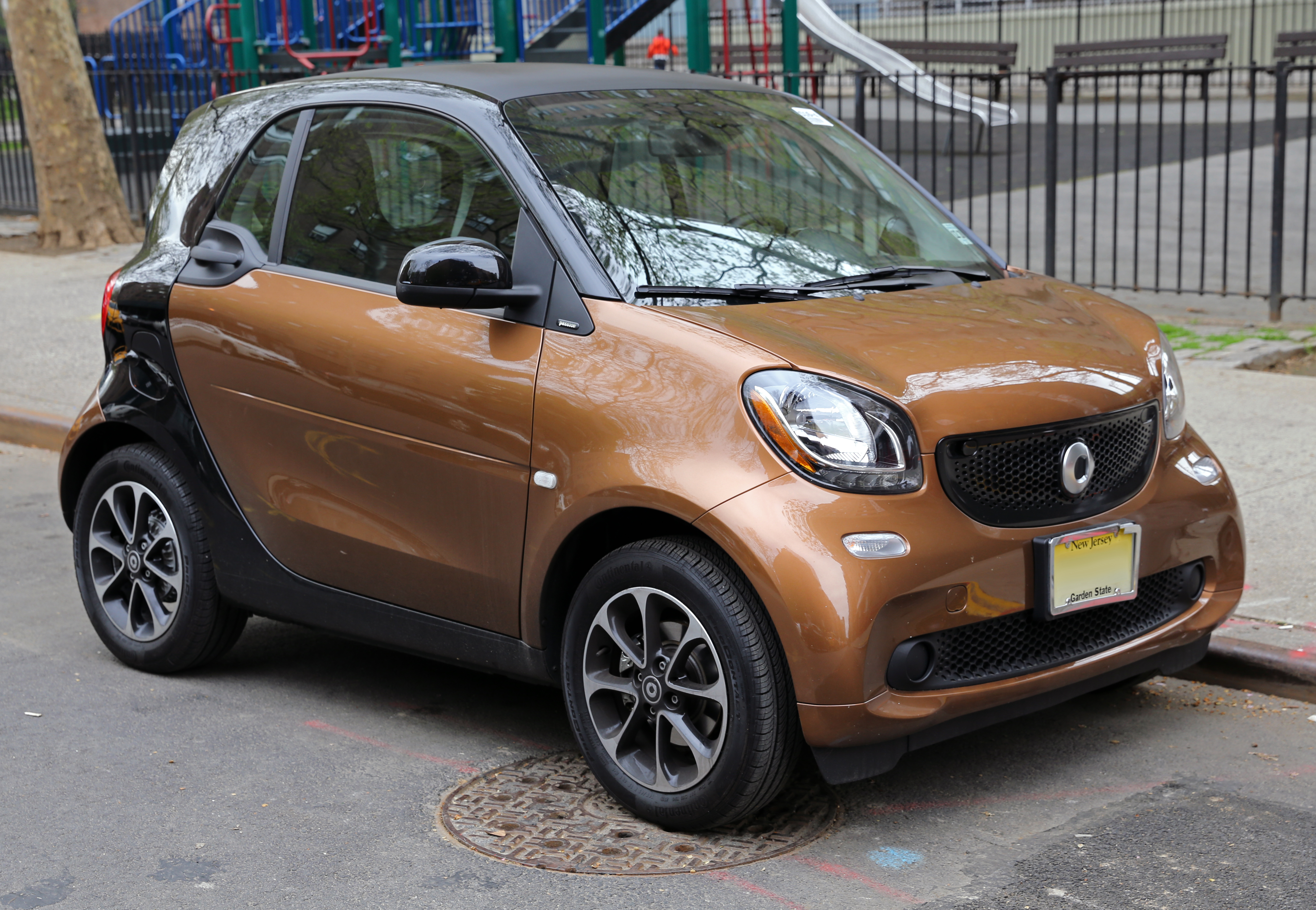
司麥特Fortwo

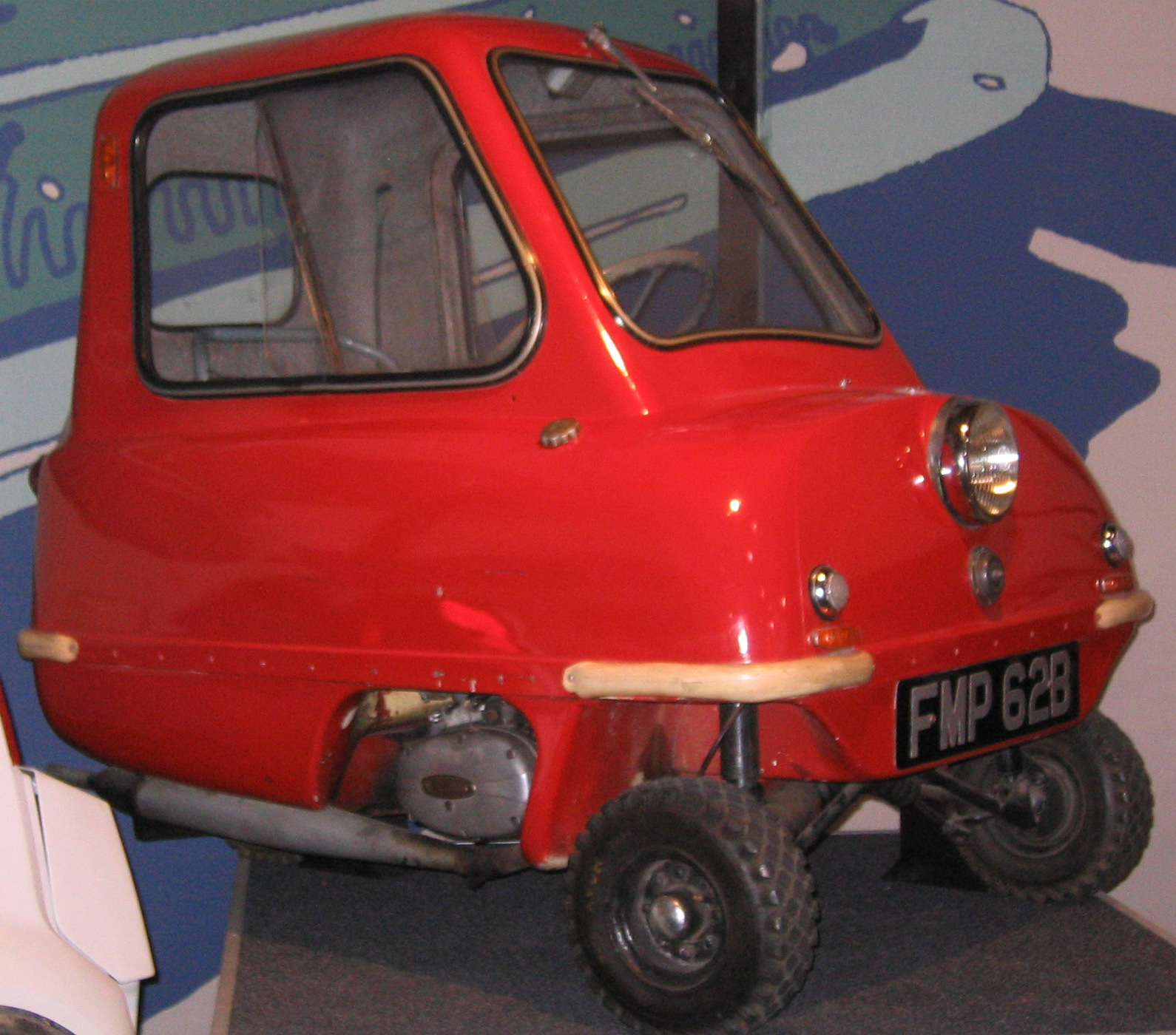
皮尔P50

迷你车是极小的汽车，不同的定义有：“小于3米”和“容积小于2400 L”。典型的迷你车只有一个驾驶员座位和一个乘客座位。很多迷你车只有3个车轮。迷你车通常是为了经济目的（节省材料，油等）而设计制造的。
二战后，尤其在德国，欧洲的迷你车的设计兴盛起来了。前军事飞机制造商例如梅塞施密特和亨克爾是主要的迷你车制造商。但懊為始終載客量太小不適合作為平價車的主要方案，只能算是電單車的競爭者，當小型車和微型車在五十年代中後期大量出現後，迷你車便衰微了。
直到上世紀末SMART CAR才算復興這類車，但SMART仍然擁有雙座和四座兩種版本，後者和一般微型車無異，前者嚴格上是作為電單車的替化方案出現的，而且其排氣量雖小卻安裝了渦輪增壓器，但在日本推出的版本為了滿足按輕型車優惠而不使渦輪增壓器，因為競爭不過四座位的日本輕型車而停產。